# 電車風景
『電車風景』（でんしゃふうけい）は落語の演目。初代柳家蝠丸作の新作落語。

## あらすじ
かつてどの町にもあった路面電車。車掌が乗客に切符の検札や販売を行っていた。昔の都電でもおなじような光景が見られた。
三ノ輪行きの電車の車内。車掌が切符の検札をしている。だが、田舎出の客は初めて電車に乗ると見えて、車掌が「切符を切らしていただきます。」と言うと、「だみだい。切符はねえだ。」「じゃあ、買っていただきます。」「タダだんべえ。」「タダじゃござんせん。」「はあれ。東京というところは生き馬の目を抜くとこだと聞いていたが・・・じゃあ、抜いてもらうべえ。」「冗談おっしゃちゃあいけません。」とトンチンカンなやりとりが続く。
ようようにして解放された車掌に今度は酔客がからんでくる。「おーい。車掌ー。何で田舎の人をいじめるんでえ。」「そうじゃないんですよ。」「何言ってやんでえ。蟹！」「蟹ですか。」「そうじゃアねえか。ハサミ持って横に歩いてるんだから蟹だろう。この蟹野郎！」「どうもひどいなあ。」だんだん客は調子に乗り女性車掌の声色をしろ。しなければ小便してやると言い出す始末。「悪い酒だねえ。」と困る車掌をさんざんなぶった後、酔っぱらいは寝込んでしまう。
そうこうするうち終点に到着。電車は入庫する。「もし。もし。起きてくださいよ。あなた。」車掌に起こされた件の酔客「・・・うーい。何でえ！蟹！」「蟹じゃアありません。ここは車庫です。」「何イ！蝦蛄！ありがてえ。蝦蛄でも一杯くんねえ。」

## 概略
発表当時の最新の交通機関であった路面電車を舞台としているが、構成は「五人廻し」・「豆屋」・同じ新作の「水道のゴム屋」と同工異曲で、サゲも「らくだ」に類似するなど、新作というよりも古典の香りがする。路面電車においてもワンマンカーの台頭で車掌が余り見られなくなった(広島電鉄や熊本市電の一部の便には車掌が乗務している)現在、貴重な風俗資料でもある。
この噺を得意としたのは三代目春風亭柳好であった。柳好には珍しい新作落語だが、軽く笑いが多いのでよく高座にかけていた。とくに酔っぱらいを得意とする柳好には後半部の車掌と酔客のからみは絶品であった。長らく音源がなかったが2009年（平成21年）4月コロムビアから発売されたCDにライブ音源が収録された。